# 막심 라운
막심 라운(프랑스어: Maxime Laoun, 1996년 8월 12일~)은 캐나다의 쇼트트랙 선수이다. 2022년 동계 올림픽에서 남자 계주 종목 금메달을 획득했으며 세계 선수권 대회에서 금메달 1개, 동메달 1개를 획득했다.